# Schizotricha polaris
Schizotricha polaris är en nässeldjursart som beskrevs av Nikolai Alexsandrovich Naumov 1960. Schizotricha polaris ingår i släktet Schizotricha och familjen Halopterididae.
Artens utbredningsområde är Norra Ishavet. Inga underarter finns listade i Catalogue of Life.